# Làng Krzyżowa, hạt Świdnica
Krzyżowa [kʂɨˈʐɔva] (tiếng Đức: Kreisau, cho đến năm 1930: Creisau) là một ngôi làng thuộc khu hành chính của Gmina widnica, thuộc hạt Świdnica, Lower Silesian Voivodeship, ở phía tây nam Ba Lan.
Nó nằm trong khu vực Lower Silesia lịch sử, khoảng 10 km  về phía đông nam của Świdnica và 51 km về phía tây nam thủ đô khu vực Wrocław. Ngôi làng có dân số xấp xỉ 220.
Ngôi làng này là nơi đặt Trung tâm Hội nghị Thanh niên Quốc tế, nơi chủ yếu đưa thanh niên Ba Lan và Đức đến với nhau để đối thoại và các chương trình giáo dục.

## Lịch sử
Việc giải quyết trong Silesian Duchy of Jawor -Świdnica được đề cập lần đầu tiên trong chứng thư 1335. Giống như hầu hết Silesia, khu vực Krzyżowa đã bị vua Phổ Frederick Đại đế sáp nhập sau Chiến tranh Silesian đầu tiên năm 1742. Trang viên được mua bởi nguyên soái người Phổ Helmuth von Moltke the Elder sau Chiến tranh Austro-Prussian năm 1866, và từ đó, tài sản rộng lớn này là cơ ngơi của gia đình quý tộc Moltke cho đến năm 1945. Các thành viên của nhóm kháng chiến chống phát xít Kreisau Circle đã gặp nhau tại khách sạn, do ông cố của Helmuth von Moltke, ông Helmuth James Graf von Moltke, người bị xử tử vì tội phản quốc Đức vào tháng 1/1945.
Sau Thế chiến II, tài sản được sử dụng làm trang trại và ngày nay, những ngôi nhà đơn lẻ mang những cái tên như chuồng bò hoặc chuồng. Vào ngày 12 tháng 11 năm 1989, Thủ tướng Ba Lan Tadeusz Mazowiecki và Thủ tướng Liên bang Đức Helmut Kohl đã tổ chức một cuộc họp hòa giải ở đó và quyết định tái phát triển tài sản thành Trung tâm Hội nghị Thanh niên Quốc tế. Việc cải tạo chủ yếu được tài trợ bởi "Tài trợ cho sự hiểu biết Đức-Ba Lan". Năm 1998, Trung tâm chính thức được khai trương. Những người tham dự lễ khai mạc bao gồm góa phụ của Helmuth James Graf von Moltke, Freya von Moltke, và người khởi xướng Helmut Kohl. Trung tâm được biết đến với cái tên Międzynarodowe Centrum Spotkań Młodzieży trong tiếng Ba Lan và là Quốc tế Jugendbegegungungststttttt Kreisau trong tiếng Đức.
Khách sạn có một vài hecta đất, nhiều phòng thoải mái cho các nhóm thanh niên cũng như cho khách riêng, một phòng ăn (trong một chuồng bò cũ), một quán cà phê, phòng thể thao và sân thể thao, phòng hội nghị (với sự sắp xếp dịch thuật đồng thời) như phòng tiệc (với bóng bàn và hồ bơi). Một lâu đài được khôi phục có chứa một tác phẩm triển lãm trên Vòng tròn Kreisau cũng nằm ở đó.